# Kindersley (circonscription saskatchewanaise 1912-1938)
Pour les articles homonymes, voir Kindersley (homonymie).
Circonscription électorale provinciale du Canada
Kindersley est une ancienne circonscription électorale provinciale de la Saskatchewan au Canada. Elle est représentée à l'Assemblée législative de la Saskatchewan de 1912 à 1938.

## Géographie
La circonscription de Kindersley réapparaît en 1975.

## Liste des députés
| Parlement                                                              | Années     | Député                | Député                     | Parti                |
| Kindersley                                                             | Kindersley | Kindersley            | Kindersley                 | Kindersley           |
| ---------------------------------------------------------------------- | ---------- | --------------------- | -------------------------- | -------------------- |
| 3e                                                                     | 1912–1917  |                       | William Richard Motherwell | Libéral              |
| 4e                                                                     | 1917–1919  |                       | William Richard Motherwell | Libéral              |
| 4e                                                                     | 1919-1921  |                       | Wesley Harper Harvey       | United Farmers       |
| 5e                                                                     | 1921–1925  |                       | Wesley Harper Harvey       | Progressiste (en)    |
| 6e                                                                     | 1925-1929  | Ebenezer Whatley (en) |                            | Progressiste (en)    |
| 7e                                                                     | 1929–1934  | Ebenezer Whatley (en) |                            | Progressiste (en)    |
| 8e                                                                     | 1934–1938  |                       | Louis Henry Hantelman (en) | Fermier-travailliste |
| Circonscription fusionnée à Kerrobert pour former Kerrobert-Kindersley |            |                       |                            |                      |